# Sprachfamilien der Welt
Der Artikel Sprachfamilien der Welt bietet eine Übersicht über Sprachfamilien sowie isolierte Sprachen weltweit und anschließend nach Stammkontinenten. Isolierte Sprachen sind mit aufgeführt, da man sie als Sprachfamilie mit nur einem Mitglied auffassen kann. Makrofamilien und Sprachbünde werden nicht aufgeführt.
Die meisten Sprachen gehören zu einer Sprachfamilie, das heißt zu einer Gruppe genetisch verwandter Sprachen, die von einer gemeinsamen Vorgängersprache (Ursprache oder Protosprache) abstammen. Wenn es zu einer Sprache keine genetisch verwandte Sprache gibt, ist sie isoliert. Heute sind etwa 6500 Sprachen bekannt (davon rund 5600 lebende und rund 900 ausgestorbene). Sie lassen sich in fast 300 genetische Einheiten einteilen. Davon sind 180 eigentliche Sprachfamilien mit mehr als einer Sprache, 120 sind isolierte Sprachen.

## Hinweise zur Zählung und Gliederung

### Aktualität
Quelle der Zahlenangaben (Zahl der Sprachen, Zahl der Sprecher) ist eine Publikation von Ernst Kausen aus dem Jahr 2009, die auf teilweise noch älterer Literatur beruht. Insbesondere die Angaben zur Zahl der Sprecher sind daher nicht aktuell.
Zahlreiche Sprachen sind vom Aussterben bedroht. Möglicherweise sind einige der hier noch als „fast ausgestorben“ eingestuften Sprachen und Sprachfamilien inzwischen ausgestorben.

### Probleme der Sprachenzählung
Eine präzise Ermittlung der Zahl der Sprachen einer Sprachfamilie ist in vielen Fällen nicht möglich:
- So werden z. B. von manchen Forschern die hier angegebenen 39 Quechua-Sprachen als eine einzige Sprache mit 39 – teilweise sehr unterschiedlichen – Dialekten betrachtet (Problem „Sprache oder Dialekt“).
- Ein weiteres Problem sind große Dialektcluster, bei denen benachbarte Dialekte zwar untereinander verständlich sind, die Randdialekte aber so unterschiedlich ausfallen, dass eine wechselseitige Verständigung nicht mehr möglich ist. Ob es sich dabei um eine Sprache mit abweichenden Dialekten handelt oder um mehrere Sprachen, wird von verschiedenen Autoren unterschiedlich gesehen. Die eindeutige Identifikation von Sprachen wird zudem durch die Existenz von Übergangsdialekten erschwert. Zum Beispiel stellen die neuindoarischen Sprachen Nordindiens ein durchgehendes Sprachen- oder Dialektkontinuum dar, die Ausdifferenzierung von Einzelsprachen ist damit sehr schwierig. Sie folgt eher politischen, kulturellen und literarischen Traditionen als linguistischen Kriterien.
- Häufig werden Sprachen auch „politisch definiert“: Dadurch werden z. B. das Serbische, Kroatische, Montenegrinische und Bosnische als separate Sprachen gewertet, obwohl sie nach linguistischen Kriterien eindeutig nur eine Sprache – Serbokroatisch – darstellen.
- Ein Versuch, die Identifikation von Sprachen auf eine wissenschaftliche Grundlage zu stellen, sind die Begriffe „Abstandsprache“ und „Ausbausprache“ (siehe den Artikel Abstand und Ausbau). Aber auch diese Begriffe sind subjektiv interpretierbar und führen nicht immer zu eindeutigen, allgemein anerkannten Lösungen.

Die scheinbar präzisen Zahlenangaben sind deshalb zu relativieren. Aussagen der Art „Die Sprachfamilie X besteht aus n Sprachen“ hängen davon ab, welches Klassifikationsmodell und welche Abstandsdefinitionen für Sprachvarianten verwendet werden. Bei den Zahlenangaben in diesem Artikel wurde die von der Mehrheit der Forscher bevorzugte Variante der Klassifikation und der Sprachidentifikation zugrunde gelegt. Daneben kann es andere Forscher geben, die zu abweichenden Ergebnissen kommen.

### Einteilung in Stammkontinente
Die Ausbreitung der europäischen Sprachen in andere Kontinente durch die neuzeitliche Kolonisierung (etwa seit 1500 n. Chr.) wird bei der Zuordnung der Sprachfamilien zu den geografischen Großräumen (Stammkontinenten) üblicherweise nicht berücksichtigt. Insbesondere werden also z. B. die indogermanischen Sprachen Englisch, Spanisch, Portugiesisch und Französisch zum Stammkontinent „Eurasien“ gezählt, obwohl sie heute weltweit verbreitet sind. Jedem Stammkontinent werden nur dessen indigene Sprachfamilien, Sprachen und deren Sprecher zugeordnet.
Zu einzelnen Stammkontinenten:
- Eurasien als Stammkontinent umfasst hier Europa und das asiatische Festland. Eine Aufteilung in „europäische“ und „asiatische“ Sprachen ist wegen der vielen übergreifenden Einheiten – z. B. Indogermanisch, Uralisch, kaukasische Sprachen – nicht sinnvoll. Die künstliche geographische Grenze zwischen Europa und Asien hatte nie eine linguistische Bedeutung.
- Die Inselwelt Südostasiens (Philippinen, Indonesien, Neuguinea), die Malaiische Halbinsel und die Inseln des Pazifiks werden zum Großraum Indo-Pazifik zusammengefasst, der damit vor allem die austronesischen und die sog. Papua-Sprachen umfasst.
- Australische Sprachen sind nur die Sprachen der australischen Ureinwohner („Aborigines“).
- Die afrikanischen Sprachen umfassen wie üblich die gesamte afroasiatische Sprachfamilie, also auch die semitischen Sprachen des Nahen Ostens.
- Amerikanische Sprachen sind die Sprachen der indigenen amerikanischen Völker.

### Karte

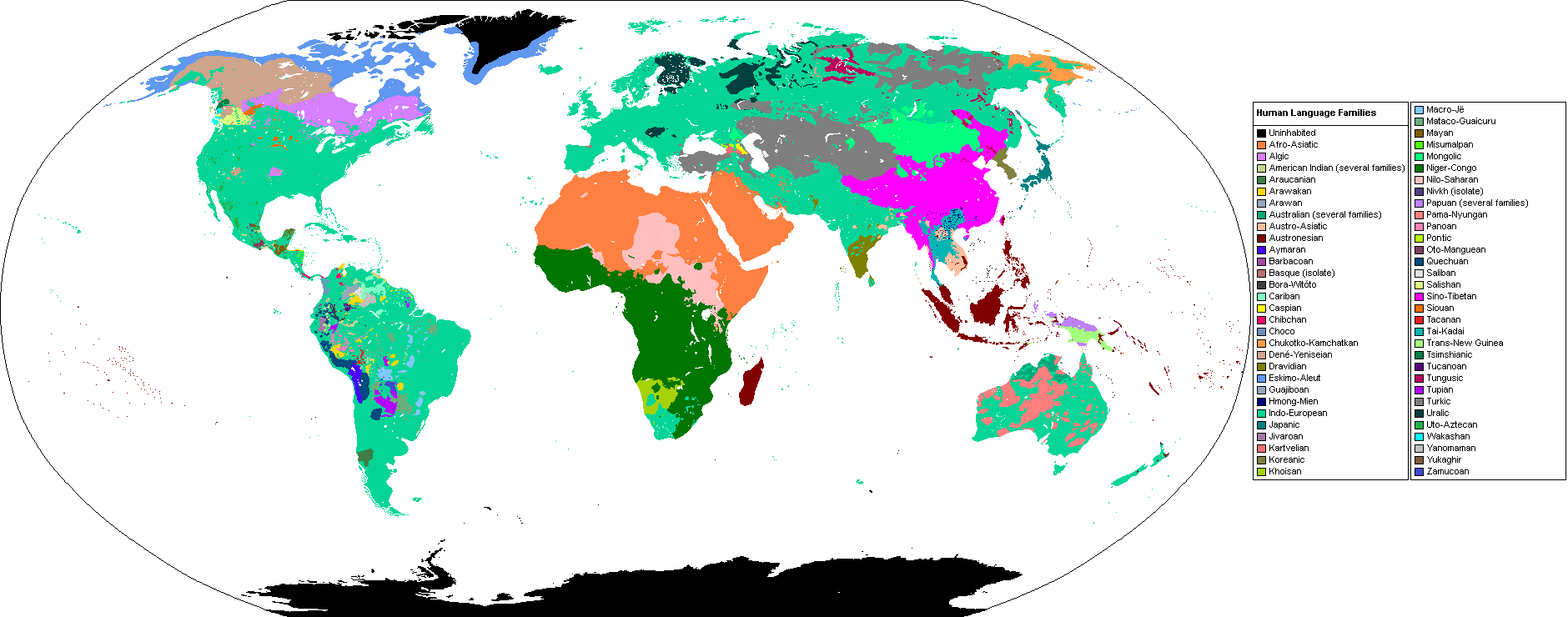
Sprachfamilien der Welt

## Übersicht weltweit

### Sprachfamilien mit mindestens einer Million Sprechern
Es gibt weltweit 24 Sprachfamilien und eine isolierte Sprache (Koreanisch) mit mindestens einer Million Sprechern. Über 99,5 % der Menschheit sprechen eine Sprache, die zu einer dieser 25 sprecherreichsten Spracheinheiten gehört.
| Rang | Sprachfamilie         | Sprachen | Sprachen | Sprecher- zahl | Verbreitungsgebiet                                             |
| Rang | Sprachfamilie         | bekannt  | lebend   | Sprecher- zahl | Verbreitungsgebiet                                             |
| ---- | --------------------- | -------- | -------- | -------------- | -------------------------------------------------------------- |
| 1    | Indogermanisch        | 280      | 220      | 3.000 Mio.     | Europa, Südwest- und Südasien; heute weltweit                  |
| 2    | Sinotibetisch         | 343      | 335      | 1.288 Mio.     | China, Himalaya-Region, Südostasien                            |
| 3    | Niger-Kongo           | 1386     | 1364     | 354 Mio.       | West-, Zentral- und Südliches Afrika                           |
| 4    | Afroasiatisch         | 354      | 311      | 347 Mio.       | Nordafrika, Naher Osten                                        |
| 5    | Austronesisch         | 1144     | 1119     | 296 Mio.       | Taiwan, Philippinen, Indonesien, Madagaskar, Pazifischer Ozean |
| 6    | Dravidisch            | 27       | 27       | 220 Mio.       | Süd- und Zentral-Indien, Nord-Indien, Pakistan                 |
| 7    | Turkisch              | 41       | 37       | 160 Mio.       | West- und Zentralasien, Osteuropa, Nordost-Sibirien            |
| 8    | Japanisch-Ryūkyū      | 4        | 4        | 126 Mio.       | Japan, Okinawa                                                 |
| 9    | Austroasiatisch       | 157      | 156      | 95 Mio.        | Nordost-Indien, Südostasien                                    |
| 10   | Tai-Kadai             | 69       | 68       | 83 Mio.        | Süd-China, Südostasien                                         |
| 11   | Koreanisch            | 1        | 1        | 78 Mio.        | Korea                                                          |
| 12   | Nilosaharanisch       | 196      | 188      | 34 Mio.        | Afrika: Süd-Sahara-Zone, Sudan                                 |
| 13   | Uralisch              | 31       | 28       | 24 Mio.        | Nordosteuropa, Ungarn, Ural-Gebiet, Westsibirien               |
| 14   | Quechua               | 39       | 38       | 10 Mio.        | Peru, Ecuador, Kolumbien, Bolivien, Argentinien                |
| 15   | Mongolisch            | 14       | 14       | 7,5 Mio.       | Mongolei, Nord-China; Burjatien, Kalmückien                    |
| 16   | Hmong-Mien (Miao-Yao) | 21       | 21       | 6,3 Mio.       | Südchina, nördliches Südostasien                               |
| 17   | Tupí                  | 74       | 60       | 5,3 Mio.       | Paraguay, Bolivien, Brasilien                                  |
| 18   | Kartwelisch           | 4        | 4        | 5,0 Mio.       | Georgien; auch Türkei                                          |
| 19   | Maya                  | 33       | 31       | 4,2 Mio.       | Mexiko, Guatemala, auch Belize                                 |
| 20   | Trans-Neuguinea       | 533      | 530      | 3,2 Mio.       | Neuguinea; Timor, Alor, Pantar                                 |
| 21   | Nachisch-Dagestanisch | 29       | 29       | 3,0 Mio.       | Russland: Tschetschenien, Inguschetien, Dagestan               |
| 22   | Aymara (Aru)          | 3        | 3        | 2,2 Mio.       | Bolivien, Peru, Chile, Argentinien                             |
| 23   | Oto-Mangue            | 21       | 19       | 2,0 Mio.       | Mexiko, auch Nicaragua, Costa Rica                             |
| 24   | Uto-Aztekisch         | 32       | 22       | 1,6 Mio.       | West-USA, Nordwest- und Zentral-Mexiko                         |
| 25   | Abchasisch-Adygisch   | 5        | 4        | 1,1 Mio.       | Georgien: Abchasien, Russland: Adygeja, Kabardien              |

### Statistik: Sprachen und genetische Einheiten
Die Tabelle gibt einen statistischen Überblick über alle bekannten lebenden und ausgestorbenen Sprachen und genetischen Einheiten. Eine genetische Einheit ist eine Sprachfamilie oder eine isolierte Sprache. Etwa 300 genetische Einheiten sind bekannt, davon rund 200 mit lebenden Sprachen und rund 100 ausgestorbene Einheiten.
Kreol- und Pidgin-Sprachen sowie unklassifizierte Sprachen lassen sich keiner Spracheinheit zuordnen. Sie sind hier zur Vervollständigung mit aufgeführt.
| Stamm- Kontinent | Sprachen | Sprachen       | Sprachen | Sprecher in Mio. | Genetische Einheiten | Genetische Einheiten | Genetische Einheiten | Isolierte Sprachen | Isolierte Sprachen | Isolierte Sprachen |
| Stamm- Kontinent | bekannt  | ausge- storben | lebend   | Sprecher in Mio. | bekannt              | ausge- storben       | lebend               | bekannt            | ausge- storben     | lebend             |
| ---------------- | -------- | -------------- | -------- | ---------------- | -------------------- | -------------------- | -------------------- | ------------------ | ------------------ | ------------------ |
| WELT             | 6.502    | 895            | 5.607    | 5.879            | 294                  | 98                   | 196                  | 122                | 59                 | 64                 |
| Eurasien         | 1.063    | 106            | 957      | 4.771            | 29                   | 5                    | 24                   | 11                 | 4                  | 7                  |
| Indopazifik      | 1.965    | 40             | 1.925    | 300              | 19                   | 0                    | 19                   | 5                  | 0                  | 5                  |
| Australien       | 253      | 174            | 79       | 0,04             | 51                   | 23                   | 28                   | 10                 | 5                  | 5                  |
| Afrika           | 1.974    | 79             | 1.895    | 735              | 9                    | 1                    | 8                    | 3                  | 1                  | 2                  |
| Amerika          | 982      | 371            | 611      | 29               | 186                  | 69                   | 117                  | 94                 | 49                 | 45                 |
| Nordamerika      | 271      | 125            | 146      | 0,5              | 56                   | 27                   | 29                   | 27                 | 19                 | 8                  |
| Mittelamerika    | 119      | 34             | 85       | 8,6              | 17                   | 5                    | 12                   | 7                  | 3                  | 4                  |
| Südamerika       | 592      | 212            | 380      | 19,4             | 113                  | 37                   | 76                   | 60                 | 27                 | 33                 |
| Kreol-Pidgin     | 138      | 19             | 119      | 27               | .                    | .                    | .                    | .                  | .                  | .                  |
| Unklassifiziert  | 127      | 106            | 21       | 0,003            | .                    | .                    | .                    | .                  | .                  | .                  |

 Hinweise zu den Zahlenwerten 
- Die Zahl der ausgestorbenen Sprachen ist die Zahl jener Sprachen, die ausgestorben, aber durch Überlieferung bekannt geworden sind.
- Die Zahl der Sprecher ist die Zahl der muttersprachlichen Sprecher von lebenden Sprachen.
- Alle Zahlenangaben sind nicht aktuell und grundsätzlich mit Unsicherheiten verbunden (siehe dazu die Hinweise oben).
- Die Zahlenangaben entsprechen der statistischen Situation etwa im Jahr 2000. Die hier angegebene Gesamtzahl aller Sprecher beträgt knapp 5,9 Milliarden. Die Weltbevölkerung erreichte Mitte 2024 die Zahl 8,2 Milliarden.
- Die hier erfasste Gesamtzahl von rund 6500 Sprachen weltweit wird von vielen Forschern als Anhaltswert genannt. In der Literatur werden Gesamtzahlen zwischen 5000 und 7500 genannt.

## Eurasien
Der Stammkontinent Eurasien ist hier als „Europa und asiatisches Festland“ definiert. Zu diesem Stammkontinent gehören etwa 1000 Sprachen, die von rund 4,8 Milliarden Menschen weltweit gesprochen werden. Insbesondere die indogermanischen Kolonialsprachen Englisch, Spanisch, Portugiesisch und Französisch haben sich weit über ihren Stammkontinent hinaus verbreitet.
Insgesamt gibt es 29 eurasische genetische Einheiten, davon sind fünf ausgestorben. Elf dieser Einheiten sind isolierte Sprachen, davon sind wiederum vier ausgestorben.
Sprachfamilien und isolierte Sprachen Eurasiens
| Sprachfamilie/ isolierte Sprache | Sprachen bekannt | Sprachen lebend | Sprecher- zahl | Verbreitungsgebiet                                       |
| -------------------------------- | ---------------- | --------------- | -------------- | -------------------------------------------------------- |
| Indogermanisch                   | 280              | 220             | 2.675 Mio.     | Europa, Südwest- und Südasien; heute weltweit            |
| Sinotibetisch                    | 343              | 335             | 1.288 Mio.     | China, Himalaya-Region, Südostasien                      |
| Dravidisch                       | 27               | 27              | 220 Mio.       | Süd- und Zentral-Indien; Nord-Indien; Pakistan           |
| Turkisch                         | 41               | 37              | 160 Mio.       | West- u. Zentralasien, Osteuropa, Nordost-Sibirien       |
| Japanisch-Ryūkyū                 | 4                | 4               | 126 Mio.       | Japan, Okinawa                                           |
| Austroasiatisch                  | 157              | 156             | 95 Mio.        | Nordost-Indien, Südostasien                              |
| Tai-Kadai                        | 69               | 68              | 83 Mio.        | Süd-China, Südostasien                                   |
| Koreanisch                       | 1                | 1               | 78 Mio.        | Korea                                                    |
| Uralisch                         | 31               | 28              | 24 Mio.        | Nordosteuropa, Ungarn, Ural-Gebiet, Westsibirien         |
| Mongolisch                       | 14               | 14              | 7,5 Mio.       | Mongolei, Nord-China; Burjatien, Kalmückien              |
| Hmong-Mien (Miao-Yao)            | 21               | 21              | 6,3 Mio.       | Süd-China, nördl. Südostasien                            |
| Kartwelisch                      | 4                | 4               | 4,5 Mio.       | Georgien; auch Türkei                                    |
| Nachisch-Dagestanisch            | 29               | 29              | 3,0 Mio.       | Russland: Tschetschenien, Inguschetien, Dagestan         |
| Abchasisch-Adygisch              | 5                | 4               | 1,1 Mio.       | Nordwest-Kaukasus: Abchasien, Adygeja, Kabardien         |
| Baskisch                         | 1                | 1               | 800.000        | Baskenland: NO-Spanien, SW-Frankreich (Pyrenäengebiet)   |
| Burushaski                       | 1                | 1               | 100.000        | Nord-Pakistan: Hunzatal und Yasintal im Karakorumgebirge |
| Tungusisch                       | 12               | 11              | 75.000         | Russland: Ostsibirien; Mandschurei                       |
| Tschuktscho- kamtschadalisch     | 5                | 5               | 14.000         | Russland: Tschuktschen-Halbinsel, Kamtschatka            |
| Nahali (Kalto)                   | 1                | 1               | 2.000          | Indien: Maharashtra (Nimar District)                     |
| Jenisseisch                      | 6                | 1               | 800            | Russland: Zentralsibirien (Jenissei-Gebiet)              |
| Niwchisch (Giljakisch)           | 1                | 1               | 700            | Russland: Sachalin, Amur                                 |
| Jukagirisch                      | 3                | 1               | 200            | Russland: Nordostsibirien                                |
| Ainu                             | 1                | 1               | fast †         | Russland: Sachalin/ Japan: Hokkaido                      |
| Kusunda                          | 1                | 1               | fast †         | Nepal: Tanhun District                                   |
| Tyrsenisch †                     | 3                | 0               | †              | Italien: Etrurien, Rätien; Lemnos                        |
| Hattisch †                       | 1                | 0               | †              | Zentralanatolien                                         |
| Hurro-Urartäisch †               | 2                | 0               | †              | Ostanatolien, Nordsyrien                                 |
| Sumerisch †                      | 1                | 0               | †              | Süd-Mesopotamien                                         |
| Elamisch †                       | 1                | 0               | †              | Iran: Südwest                                            |

Über die genannten ausgestorbenen Spracheinheiten hinaus gab es in Eurasien etliche weitere Sprachen, von denen nur minimale Spuren erhalten sind. Siehe die Artikel Altorientalische Sprachen und Isolierte Sprachen.
Areale Sprachgruppen in Eurasien
- Altaisch
- Kaukasisch
- Paläosibirisch

Eurasische Makrofamilien
- Eurasiatisch
- Nostratisch
- Dene-Kaukasisch
- Austrisch

## Indopazifischer Raum
Zum indopazifischen Raum, der geographisch die Philippinen, Indonesien, Malaysia, Borneo, Neuguinea und die Inselwelt des Pazifiks umfasst, gehören der weitverbreitete austronesische Sprachstamm, die kleine andamanische Sprachfamilie und 17 nicht-austronesische Spracheinheiten Neuguineas und umliegender Inseln, die man areal als Papua-Sprachen zusammenfasst.
Zum Stammkontinent Indopazifik zählen etwa 2.000 Sprachen, die von rund 300 Millionen Menschen gesprochen werden. Insgesamt gibt es 19 genetische Einheiten, davon sind 5 isolierte Sprachen.
Sprachfamilien und isolierte Sprachen des indopazifischen Raumes
| Sprachfamilie/ isolierte Sprache | Sprachen bekannt | Sprachen lebend | Sprecher- zahl | Verbreitungsgebiet                                                 |
| -------------------------------- | ---------------- | --------------- | -------------- | ------------------------------------------------------------------ |
| Austronesisch                    | 1.144            | 1.119           | 296 Mio.       | Philippinen, Malaysia, Indonesien, Madagaskar, Neuguinea, Ozeanien |
| Trans-Neuguinea                  | 533              | 530             | 3,2 Mio.       | Neuguinea; Timor, Alor, Pantar                                     |
| Westpapua                        | 25               | 25              | 310.000        | Halmahera; Papua Barat: Vogelkop                                   |
| Sepik-Ramu                       | 102              | 102             | 235.000        | Nordwest- u. Nord-Zentral-Papua-Neuguinea                          |
| Ostpapua                         | 36               | 33              | 120.000        | Neubritannien, Bougainville; Salomonen                             |
| Torricelli                       | 47               | 47              | 95.000         | Nordwestliches Papua-Neuguinea                                     |
| East Bird’s Head                 | 3                | 3               | 40.000         | Papua: Vogelkop-Halbinsel                                          |
| Geelvink-Bay-Sprachen            | 33               | 33              | 22.000         | Papua: Cenderawasih-Bucht, Yapen                                   |
| Sko                              | 7                | 7               | 7.000          | Grenzgebiet Papua-Neuguinea – Papua (Indonesien)                   |
| Kwomtari-Baibai                  | 6                | 6               | 4.000          | Papua-Neuguinea: West-Sepik                                        |
| Left May (Arai)                  | 7                | 7               | 2.500          | Nordwest-Papua-Neuguinea                                           |
| Karkar-Yuri                      | 1                | 1               | 1.100          | Papua-Neuguinea: West-Sepik                                        |
| Kibiri                           | 1                | 1               | 1.100          | Papua-Neuguinea: Gulf, Aird Hills                                  |
| Lower Mamberamo                  | 2                | 2               | 800            | Papua: Mamberamo River                                             |
| Yale                             | 1                | 1               | 600            | Papua-Neuguinea: West-Sepik                                        |
| Andamanisch                      | 13               | 4               | 500            | Indien: Andamanen                                                  |
| Amto-Musan-Sprachen              | 2                | 2               | 300            | Papua-Neuguinea: Ober-Sepik                                        |
| Burmeso                          | 1                | 1               | 300            | Papua: Lake Holmes                                                 |
| Busa                             | 1                | 1               | 300            | Papua-Neuguinea: West-Sepik                                        |

## Australien
Zugrunde gelegt ist die Klassifikation von Dixon 2002, in der die bisher auch von ihm vertretene „genetische Einheit aller australischen Sprachen“ aufgegeben wurde. Die Großeinheit Pama-Nyunga wurde ebenfalls nicht beibehalten, was allerdings von anderen Forschern kritisiert wird (siehe den Artikel Australische Sprachen). Areal eng zusammengehörende Gruppen typologisch ähnlicher Sprachen, deren genetische Einheit jedoch bis jetzt nicht zwingend nachgewiesen werden konnten, sind in der Tabelle durch „(ar)“ gekennzeichnet.
Es gibt etwa 250 bekannt gewordene australische Sprachen, davon werden heute noch 80 von insgesamt nicht mehr als 40.000 Menschen gesprochen. Die meisten australischen Sprachen sind kurz vor dem Aussterben, nur noch zehn Sprachen haben mindestens 1.000 Sprecher. Die 250 australischen Sprachen werden in etwa 50 genetische oder enge areale Einheiten eingeteilt, von denen 23 gänzlich ausgestorben sind. In der Tabelle werden alle noch nicht ausgestorbenen Sprachgruppen und isolierten Sprachen aufgeführt. Die ausgestorbenen Spracheinheiten werden anschließend alphabetisch aufgelistet.
Sprachfamilien, areale Gruppen und isolierte Sprachen Australiens
| Sprachfamilie/ isolierte Sprache | Sprachen bekannt | Sprachen lebend | Sprecher- zahl | Verbreitungsgebiet                          |
| -------------------------------- | ---------------- | --------------- | -------------- | ------------------------------------------- |
| Nyungar (Kreolsprache)           | 2                | 1               | 8.000          | Western Australia, Süd-West                 |
| Western Desert                   | 1                | 1               | 6.000          | Western Desert                              |
| Aranda (Arrernte)                | 2                | 2               | 5.700          | Northern Territory                          |
| Northern Desert Fringe           | 7                | 5               | 4.700          | Northern Territory                          |
| West Torres                      | 1                | 1               | 4.000          | Queensland, Torres Strait                   |
| Arnhem land (ar)                 | 23               | 16              | 3.000          | Northern Territory, Arnhem Land             |
| Yolngu                           | 8                | 6               | 2.500          | Northern Territory, Arnhem Land             |
| Tiwi                             | 1                | 1               | 1.500          | Bathurst & Melville Islands                 |
| Daly River (ar)                  | 9                | 5               | 1.000          | Northern Territory, Arnhem Land, Daly River |
| North Cape York                  | 17               | 6               | 800            | Queensland, Cape York                       |
| Gascoyne to Pilbara (ar)         | 13               | 6               | 700            | West Australien, Gascoyne – Pilbara River   |
| Magunj (ar)                      | 3                | 3               | 500            | West-Australien, Port Hedlund               |
| Waanji-Garrwa                    | 2                | 1               | 200            | Northern Territory, Queensland              |
| Warumungu                        | 1                | 1               | 200            | Northern Territory, Tennant Creek           |
| Bunaba                           | 2                | 2               | 200            | West-Australien, South Kimberley            |
| Northwest Arnhem Land            | 5                | 2               | 200            | Northern Territory, Arnhem Land             |
| West Cape York (ar)              | 10               | 2               | 200            | Queensland, West Cape York                  |
| North Kimberley (ar)             | 3                | 1               | 200            | West-Australien, North Kimberley            |
| Kitja-Miriwung                   | 2                | 2               | 100            | West-Australien, Turkey Creek               |
| Ngarna                           | 4                | 1               | 100            | Northern Territory; Queensland              |
| Kuku-Yalanji                     | 1                | 1               | fast †         | Queensland, Cape York, Cooktown             |
| Cairns                           | 2                | 1               | fast †         | Queensland, Cairns                          |
| Tangk                            | 4                | 2               | fast †         | Northern Territory; Queensland              |
| Mindi                            | 5                | 3               | fast †         | Northern Territory, Zentral-Nord            |
| Fitzroy River                    | 2                | 2               | fast †         | West-Australien, Fitzroy river              |
| Herbert River (ar)               | 4                | 2               | fast †         | Queensland, Herbert River                   |
| Spencer Gulf (ar)                | 3                | 1               | fast †         | Zentral-Süd-Australien, Spencer Gulf Basin  |
| Moore to Gascoyne (ar)           | 9                | 2               | fast †         | West-Australien, Moore – Gascoyne River     |

Ausgestorbene Sprachfamilien, Sprachbünde und isolierte Sprachen Australiens

(Areale Sprachgruppen sind durch (ar), isolierte Sprachen durch • gekennzeichnet.)
Baagandji • – Central East Coast (ar) – Central New South Wales (ar) – Darambala-Bayali – Darwin (ar) – Giimbiyu (Erre) • – Kalkatungu-Yalarnnaga (ar) – Lake Eyre Bassin (ar) – Lower Burdekin (ar) – Lower Murray River (ar) – Makro-Mari (ar) – Mayi – Mukhtang – Sidney – South-East Cape York (ar) – South New South Wales (ar) – Umbidhamu • – Upper Murray River (ar) – West Victoria (ar) – Western Bight (ar) – Wirangu • – Yota Yabala (ar)
Tasmanisch †

## Afrika und Nahost
Durch die bahnbrechenden Arbeiten des US-amerikanischen Sprachwissenschaftlers Joseph Greenberg in den 1950er Jahren ist die Sprachenwelt Afrikas sehr übersichtlich geworden. Die fast 2000 afrikanischen Sprachen wurden in nur vier große Familien („Phyla“), nämlich Afroasiatisch, Niger-Kongo, Nilo-Saharanisch und Khoisan eingeteilt. Allerdings werden heute die Khoisan-Sprachen nicht mehr als genetische Einheit aufgefasst, sondern in die Gruppen Nord, Zentral und Süd zerlegt. Die Sprachen der Sandawe, Hadza und Kwadi – die von Greenberg auch den Khoisan-Sprachen zugerechnet wurden – werden heute allgemein als isoliert betrachtet. (Siehe auch den Übersichtsartikel Afrikanische Sprachen.)
Sprachfamilien und isolierte Sprachen Afrikas und des Nahen Osten
| Sprachfamilie          | Sprachen bekannt | Sprachen lebend | Sprecher- zahl | Verbreitungsgebiet                       |
| ---------------------- | ---------------- | --------------- | -------------- | ---------------------------------------- |
| Niger-Kongo            | 1.386            | 1.364           | 354 Mio.       | Ost-, West-, Zentral- und Südafrika      |
| Afroasiatisch          | 354              | 311             | 347 Mio.       | Nordafrika, Naher Osten, Horn von Afrika |
| Nilosaharanisch        | 196              | 188             | 34 Mio.        | Süd-Sahara-Zone, Sudan, Eritrea          |
| Zentral-Khoisan (Khoe) | 15               | 13              | 290.000        | Namibia, Südafrika, Botswana             |
| Sandawe                | 1                | 1               | 40.000         | Tansania: Kondoa District                |
| Nord-Khoisan (Ju)      | 4                | 4               | 20.000         | Angola, Nord-Namibia, Botswana           |
| Süd-Khoisan (Taa-ǃWi)  | 6                | 3               | 5.000          | Botswana, Südafrika, Ost-Namibia         |
| Hadza                  | 1                | 1               | 200            | Tansania: Eyasisee                       |
| Kwadi †                | 1                | 0               | †              | Südwest-Angola                           |

## Amerika
Joseph Greenberg (1987) teilte die indigenen amerikanischen Sprachen in nur drei Sprachfamilien ein:
- Eskimo-aleutisch
- Na-Dené (das nach Greenberg Tlingit, Haida, Eyak und die athapaskischen Sprachen umfasst)
- Amerindisch (der gesamte Rest aller indigenen amerikanischen Sprachen)

Diese Dreiteilung wurde durch humangenetische Untersuchungen von Cavalli-Sforza (vgl. Cavalli-Sforza 1996) und durch archäologische Forschungen gestützt, die zeigen, dass diese drei Gruppen zu unterschiedlichen Zeiten von Sibirien über die Beringstraße nach Amerika eingewandert sind, zuerst die Träger der sog. amerindischen Sprachen, dann die Na-Dené-Völker, zuletzt die Eskimos.
Allerdings ist die große Mehrheit der Amerikanisten der Ansicht, dass Amerindisch keine oder zumindest keine nachweisbare genetische Einheit darstellt, sondern im Gegenteil in weit über hundert Sprachfamilien und isolierte Sprachen zerfällt. Die vorliegende Darstellung folgt im Wesentlichen den weithin anerkannten Klassifikationen von Campbell (1997) und Mithun (1999) (siehe auch den Artikel Amerindische Sprachen).
Zum Stammkontinent Amerika gehören fast 1.000 namentlich bekannte Sprachen, davon sind 370 ausgestorben. Die verbleibenden ca. 600 Sprachen werden von 28,5 Millionen Menschen gesprochen. Die indigenen amerikanischen Sprachen lassen sich in etwa 190 genetische Einheiten einteilen, davon sind 70 bereits ausgestorben. Von den 120 noch existierenden Einheiten sind 45 isolierte Einzelsprachen. Im Folgenden werden die Sprachfamilien Amerikas in Nordamerika, Mittelamerika und Südamerika aufgeteilt.

### Nordamerika
Zum Stammkontinent Nordamerika gehören etwa 270 Sprachen, davon sind 125 ausgestorben. Die verbleibenden ca. 150 Sprachen werden von 500.000 Menschen gesprochen. Die nordamerikanischen Sprachen lassen sich in 56 genetische Einheiten einteilen, davon sind 27 bereits ausgestorben. Von den 29 noch existierenden Einheiten sind 8 isolierte Sprachen.
Die bedeutendsten nordamerikanischen Sprachfamilien sind das Athapaskische (182.000 Sprecher), die Algonkin-Sprachen (146.000) und die Eskimo-Sprachen (80.000).
Sprachfamilien und isolierte Sprachen Nordamerikas

(NW = Nordwest, NO = Nordost, SO = Südost)
| Sprachfamilie/ isolierte Sprache | Sprachen bekannt | Sprachen lebend | Sprecher- zahl | Verbreitungsgebiet                                                  |
| -------------------------------- | ---------------- | --------------- | -------------- | ------------------------------------------------------------------- |
| Athapaskisch-Tlingit             | 43               | 30              | 182.000        | westliches Nordamerika                                              |
| Algonkin-Ritwan                  | 29               | 16              | 146.000        | NO-, Ost- und Zentral-Nordamerika; USA: Kalifornien                 |
| Eskimo-aleutisch                 | 8                | 8               | 80.000         | Grönland, Nord-Kanada, USA: Alaska, NO-Sibirien                     |
| Muskogee                         | 7                | 6               | 26.000         | SO-USA                                                              |
| Sioux-Catawba                    | 18               | 8               | 22.000         | Süd-Zentral-Kanada, Zentral-USA: Carolina                           |
| Kiowa-Tano                       | 7                | 5               | 6.400          | USA: Oklahoma, New Mexico                                           |
| Sahaptin-Nez Perce               | 4                | 4               | 4.000          | USA: Idaho, Oregon                                                  |
| Salish                           | 26               | 17              | 3.800          | Kanada: British Columbia; USA: Washington, Oregon                   |
| Tsimshian                        | 2                | 2               | 3.000          | Kanada: British Columbia; USA: Alaska                               |
| Yuma-Cochimi                     | 11               | 10              | 3.000          | USA: Süd-Kalifornien, Mexiko: Nord-Baja California                  |
| Wakashan                         | 7                | 6               | 800            | Kanada: British Columbia (Vancouver Island); USA: Washington        |
| Caddo-Pawnee                     | 5                | 4               | 250            | USA: Oklahoma (North Dakota-Reservat)                               |
| Ktunaxa                          | 1                | 1               | 200            | Kanada: British Columbia; USA: Washington, Idaho, Montana           |
| Karuk                            | 1                | 1               | 100            | USA: NW-Kalifornien                                                 |
| Haida                            | 1                | 1               | fast †         | Kanada: British Columbia (Queen Charlotte Islands); USA: Süd-Alaska |
| Chimakum                         | 2                | 1               | fast †         | USA: NW-Washington                                                  |
| Chinook                          | 3                | 2               | fast †         | USA: Washington, Oregon                                             |
| Klamath-Modoc                    | 1                | 1               | fast †         | USA: Oregon, Kalifornien                                            |
| Wintu                            | 4                | 3               | fast †         | USA: Nord-Zentral-Kalifornien                                       |
| Maidu                            | 4                | 1               | fast †         | USA: Süd-Zentral-Kalifornien                                        |
| Miwok-Costano                    | 12               | 2               | fast †         | USA: Zentral-Kalifornien                                            |
| Shasta                           | 4                | 1               | fast †         | USA: Kalifornien                                                    |
| Pomo                             | 7                | 4               | fast †         | USA: Nord-Zentral-Kalifornien                                       |
| Washo                            | 1                | 1               | fast †         | USA: Ost-Zentral-Kalifornien, West-Nevada                           |
| Yokuts                           | 3                | 3               | fast †         | USA: Süd-Zentral-Kalifornien                                        |
| Yuchi                            | 1                | 1               | fast †         | USA: Oklahoma, Georgia                                              |

Ausgestorbene Sprachfamilien und isolierte Sprachen Nordamerikas

(Isolierte Sprachen sind durch • gekennzeichnet.)
Adai • – Alsea • – Aranama • – Beothuk • – Cayuse • – Chimariko • – Chitimacha • – Chumash – Coahuiteco • – Comecrudo – Coos – Cotoname • – Esselen • – Karankawa • – Molala • – Natchez • – Palaihni – Salinan • – Siuslaw • – Solano • – Takelma • – Kalapuya • – Timucua • – Tonkawa • – Tunica • – Yana • – Yuki-Wappo
Areale Sprachgruppen Nordamerikas
Folgende Gruppierungen werden von manchen Forschern als größere genetische Einheiten angesehen, was allerdings in den Standardklassifikationen (Campbell 1997, Mithun 1999) abgelehnt wird.
- Na-Dené-Sprachen. Sie umfassen Haida und Tlingit-Athapaskisch
- Penuti-Sprachen. Sie umfassen Tsimshian, Chinook, Sahaptin-Nez Perce, Klamath-Modoc, Wintu, Maidu, Miwok-Costano, Yokuts und die ausgestorbenen Einheiten Alsea, Siuslaw, Coos, Takelma, Kalapuya, Molala und Cayuse
- Hoka-Sprachen. Sie umfassen Karuk, Shasta, Pomo, Washo, Yuma-Cochimi und die ausgestorbenen Einheiten Chimariko, Palaihni, Yana, Salinan und Esselen

### Mittelamerika
Zum Stammkontinent Mittelamerika gehören etwa 120 Sprachen, davon sind 35 ausgestorben. Die verbleibenden circa 85 Sprachen werden von fast 9 Millionen Menschen gesprochen. Die mittelamerikanischen Sprachen lassen sich in 17 genetische Einheiten einteilen, davon sind 5 ausgestorben. Von den 12 noch existierenden Einheiten sind 4 isolierte Sprachen.
Die bedeutendsten mittelamerikanischen Sprachfamilien sind die Maya-Sprachen (4,2 Mio. Sprecher), die Oto-Mangue-Sprachen (2 Mio.) und das Uto-Aztekische (1,6 Mio.). Darüber hinaus gibt es weitere 6 Einheiten mit mehr als 100.000 Sprechern. Insgesamt ist der Anteil der indigenen Muttersprachler an der Gesamtbevölkerung in Mittelamerika wesentlich größer als in Nordamerika.
Sprachfamilien und isolierte Sprachen Mittelamerikas
| Sprachfamilie/ isolierte Sprache | Sprachen bekannt | Sprachen lebend | Sprecher- zahl | Verbreitungsgebiet                     |
| -------------------------------- | ---------------- | --------------- | -------------- | -------------------------------------- |
| Maya                             | 33               | 31              | 4,2 Mio.       | Mexiko, Guatemala, auch Belize         |
| Oto-Mangue                       | 21               | 19              | 2,0 Mio.       | Mexiko, auch Nicaragua, Costa Rica     |
| Uto-Aztekisch                    | 32               | 22              | 1,6 Mio.       | West-USA, Nordwest- und Zentral-Mexiko |
| Totonac-Tepehua                  | 2                | 2               | 280.000        | Mexiko: Puebla, Veracruz, Hidalgo      |
| Misumalpa                        | 4                | 2               | 193.000        | Honduras, Nicaragua, El Salvador       |
| Mixe-Zoque                       | 3                | 2               | 165.000        | Mexiko: Oaxaca, Golf, Chiapas u. a.    |
| Taraskisch                       | 1                | 1               | 120.000        | Mexiko: Michoacán                      |
| Huave                            | 1                | 1               | 18.000         | Mexiko: Süd-Oaxaca                     |
| Tequistlatekisch                 | 3                | 2               | 4.500          | Mexiko: Süd-Oaxaca                     |
| Seri                             | 1                | 1               | 700            | Mexiko: Sonora                         |
| Jicaque (Tol)                    | 2                | 1               | 500            | Honduras: La Montana de Flor           |
| Lenca                            | 1                | 1               | fast †         | Honduras, El Salvador                  |
| Cuitlatec †                      | 1                | 0               | †              | Mexiko: Guerrero                       |
| Guaicura †                       | 8                | 0               | †              | Mexiko: Baja California                |
| Maratino †                       | 1                | 0               | †              | Nordost-Mexiko                         |
| Naolan †                         | 1                | 0               | †              | Mexiko: Taumalipas                     |
| Xinca †                          | 4                | 0               | †              | Süd-Guatemala                          |

### Südamerika
Zum Stammkontinent Südamerika gehören etwa 600 Sprachen, davon sind über 200 ausgestorben. Die verbleibenden circa 400 Sprachen werden von fast 20 Millionen Menschen gesprochen. Die südamerikanischen Sprachen werden in 113 genetische Einheiten eingeteilt (Campbell 1997, Adelaar u. a. 2004, Dixon & Aikhenvald 1999), davon sind 37 bereits ausgestorben. Damit ist Südamerika der Kontinent mit der größten sprachgenetischen Diversität. Von den 76 noch existierenden Einheiten sind 33 isolierte Sprachen.
Die bedeutendsten südamerikanischen Sprachfamilien sind die Quechua-Sprachen mit 10 Mio. Sprechern, die Tupí-Sprachen (5,3 Mio.) und das Aymará (2,2 Mio.). Weitere vier Sprachfamilien weisen mehr als 100.000 Sprecher auf.
Die südamerikanischen Sprachfamilien werden im Folgenden in zwei Tabellen und einer Liste dargestellt: zuerst die genetischen Einheiten mit mindestens bzw. weniger als 1.000 Sprechern, dann die ausgestorbenen Einheiten.
Sprachfamilien und isolierte Sprachen Südamerikas mit mindestens 1.000 Sprechern
| Sprachfamilie/ isolierte Sprache | Sprachen bekannt | Sprachen lebend | Sprecher- zahl | Verbreitungsgebiet                                    |
| -------------------------------- | ---------------- | --------------- | -------------- | ----------------------------------------------------- |
| Quechua                          | 39               | 38              | 10 Mio.        | Peru, Ecuador, Kolumbien, Bolivien, Argentinien       |
| Tupí                             | 74               | 60              | 5,3 Mio.       | Paraguay, Bolivien, Brasilien                         |
| Aymara (Aru)                     | 3                | 3               | 2,2 Mio.       | Bolivien, Peru, Chile, Argentinien                    |
| Arawak (Maipure)                 | 83               | 45              | 640.000        | Zentralamerika, Karibik, Nord- und Zentral-Südamerika |
| Araukanisch                      | 2                | 2               | 260.000        | Chile, Argentinien                                    |
| Chibcha                          | 25               | 15              | 255.000        | Mesoamerika, Kolumbien                                |
| Paez                             | 1                | 1               | 120.000        | Kolumbien, Ecuador                                    |
| Jivaro                           | 7                | 4               | 90.000         | Ecuador, Peru                                         |
| Choco                            | 7                | 2               | 78.000         | Panama, Kolumbien                                     |
| Mataco                           | 6                | 6               | 64.000         | Bolivien, Paraguay, Argentinien                       |
| Guaicuru                         | 7                | 4               | 60.000         | Bolivien, Brasilien, Paraguay, Argentinien            |
| Karib                            | 46               | 32              | 55.000         | Kolumbien, Venezuela, Guyana, Brasilien               |
| Barbacoa                         | 10               | 5               | 50.000         | Kolumbien, Ecuador                                    |
| Pano-Tacana                      | 38               | 23              | 47.000         | Peru, Bolivien, Brasilien                             |
| Ge                               | 13               | 9               | 41.000         | Brasilien                                             |
| Tucano                           | 30               | 24              | 28.000         | Kolumbien, Ecuador, Peru, Brasilien                   |
| Ticuna                           | 1                | 1               | 25.000         | Kolumbien, Peru, Brasilien                            |
| Guahibo                          | 6                | 5               | 24.000         | Kolumbien, Venezuela                                  |
| Yanomam                          | 4                | 4               | 20.000         | Venezuela, Brasilien                                  |
| Guarao (Warao)                   | 1                | 1               | 18.000         | Venezuela, Guayana, Surinam                           |
| Piaroa-Sáliba                    | 2                | 2               | 14.000         | Kolumbien, Venezuela                                  |
| Cahuapana                        | 2                | 2               | 9.000          | Peru                                                  |
| Bora-Witoto                      | 6                | 6               | 8.500          | Kolumbien, Peru                                       |
| Zamuco                           | 2                | 2               | 6.500          | Bolivien, Paraguay                                    |
| Moseten                          | 2                | 2               | 6.000          | Bolivien                                              |
| Chiquitano                       | 1                | 1               | 6.000          | Bolivien                                              |
| Arahua                           | 6                | 5               | 4.600          | Brasilien, Peru                                       |
| Camsa                            | 1                | 1               | 4.000          | Kolumbien                                             |
| Makú                             | 9                | 8               | 4.000          | Brasilien, Kolumbien                                  |
| Peba-Yagua                       | 3                | 1               | 4.000          | Peru                                                  |
| Urarina                          | 1                | 1               | 3.500          | Peru                                                  |
| Kandoshi                         | 3                | 1               | 3.000          | Peru                                                  |
| Puinave                          | 1                | 1               | 3.000          | Kolumbien, Venezuela                                  |
| Yaruro                           | 1                | 1               | 3.000          | Venezuela                                             |
| Fulnio                           | 1                | 1               | 3.000          | Brasilien                                             |
| Karaja                           | 1                | 1               | 3.000          | Brasilien                                             |
| Yuracare                         | 1                | 1               | 2.700          | Bolivien                                              |
| Chapacura                        | 11               | 6               | 2.300          | Bolivien, Brasilien, Venezuela                        |
| Uru-Chipaya                      | 4                | 2               | 2.000          | Bolivien                                              |
| Movima                           | 1                | 1               | 1.500          | Bolivien                                              |
| Sabela                           | 1                | 1               | 1.200          | Ecuador, Peru                                         |
| Rikbatsa                         | 1                | 1               | 1.000          | Brasilien                                             |
| Bororo                           | 3                | 2               | 1.000          | Brasilien, Bolivien                                   |
| Nambikwara                       | 3                | 3               | 1.000          | Brasilien: Mato Grosso                                |

Sprachfamilien und isolierte Sprachen Südamerikas mit weniger als 1.000 Sprechern
| Sprachfamilie/ isolierte Sprache | Sprachen bekannt | Sprachen lebend | Sprecher- zahl | Verbreitungsgebiet            |
| -------------------------------- | ---------------- | --------------- | -------------- | ----------------------------- |
| Katukina                         | 3                | 3               | 800            | Brasilien                     |
| Mashakali                        | 6                | 1               | 800            | Brasilien                     |
| Harakmbut                        | 2                | 2               | 700            | Peru                          |
| Joti                             | 1                | 1               | 500            | Venezuela                     |
| Zaparo                           | 8                | 3               | 300            | Peru, Ecuador                 |
| Mura                             | 3                | 1               | 250            | Brasilien                     |
| Timote                           | 3                | 1               | 200            | Venezuela                     |
| Irantxev                         | 1                | 1               | 200            | Brasilien: Mato Grosso        |
| Yuri                             | 1                | 1               | 200            | Brasilien: Amazonas-Gebiet    |
| Itonama                          | 1                | 1               | 100            | Bolivien                      |
| Trumai                           | 1                | 1               | 100            | Brasilien: Xingu, Mato Grosso |
| Aikana (Tubarao)                 | 1                | 1               | 100            | Brasilien: Rondonia           |
| Andoque                          | 1                | 1               | 100            | Kolumbien, Peru               |
| Alacaluf (Kaweskar)              | 2                | 1               | fast †         | Chile                         |
| Arutani                          | 1                | 1               | fast †         | Brasilien: Roraima; Venezuela |
| Kallawaya                        | 1                | 1               | fast †         | Bolivien                      |
| Canichana                        | 1                | 1               | fast †         | Bolivien                      |
| Cayubaba                         | 1                | 1               | fast †         | Bolivien                      |
| Chon                             | 5                | 2               | fast †         | Argentinien: Feuerland        |
| Guato                            | 1                | 1               | fast †         | Brasilien                     |
| Jabuti                           | 2                | 2               | fast †         | Brasilien                     |
| Kapixana                         | 1                | 1               | fast †         | Brasilien: Rondonia           |
| Koayá                            | 1                | 1               | fast †         | Brasilien: Rondonia           |
| Lule-Vilela                      | 2                | 1               | fast †         | Argentinien                   |
| Ofaye                            | 1                | 1               | fast †         | Brasilien                     |
| Sape                             | 1                | 1               | fast †         | Venezuela                     |
| Taushiro                         | 1                | 1               | fast †         | Peru                          |
| Tinigua                          | 3                | 1               | fast †         | Kolumbien                     |
| Yámana (Yagan)                   | 1                | 1               | fast †         | Chile                         |

Ausgestorbene Sprachfamilien und isolierte Sprachen Südamerikas
Andaqui • – Baenan • – Betoi • – Canari-Puruhua – Charrua – Cholon-Hibito – Culli • – Cunza • – Esmeralda • – Gamela • – Guamo • – Huarpe – Jirajara – Kamaka – Katembri • – Kariri • – Kukura • – Leco • – Matanawi • – Mochica • – Muchik – Munichi • – Natu • – Oti • – Otomaco – Pankararu • – Puquina – Puri – Secura-Tallan – Tarairu • – Taruma • – Tequiraca • – Tuxa • – Uamoe • – Xoco • – Xukuru (Ichikele) • – Yurumangui
Die meisten ausgestorbenen Sprachen Südamerikas konnten keiner Sprachfamilie zugeordnet werden, sie sind also isoliert bzw. unklassifiziert. Isolierte ausgestorbene Sprachen sind durch • gekennzeichnet. Die Liste basiert auf Campbell (1997).